# Herzog & de Meuron

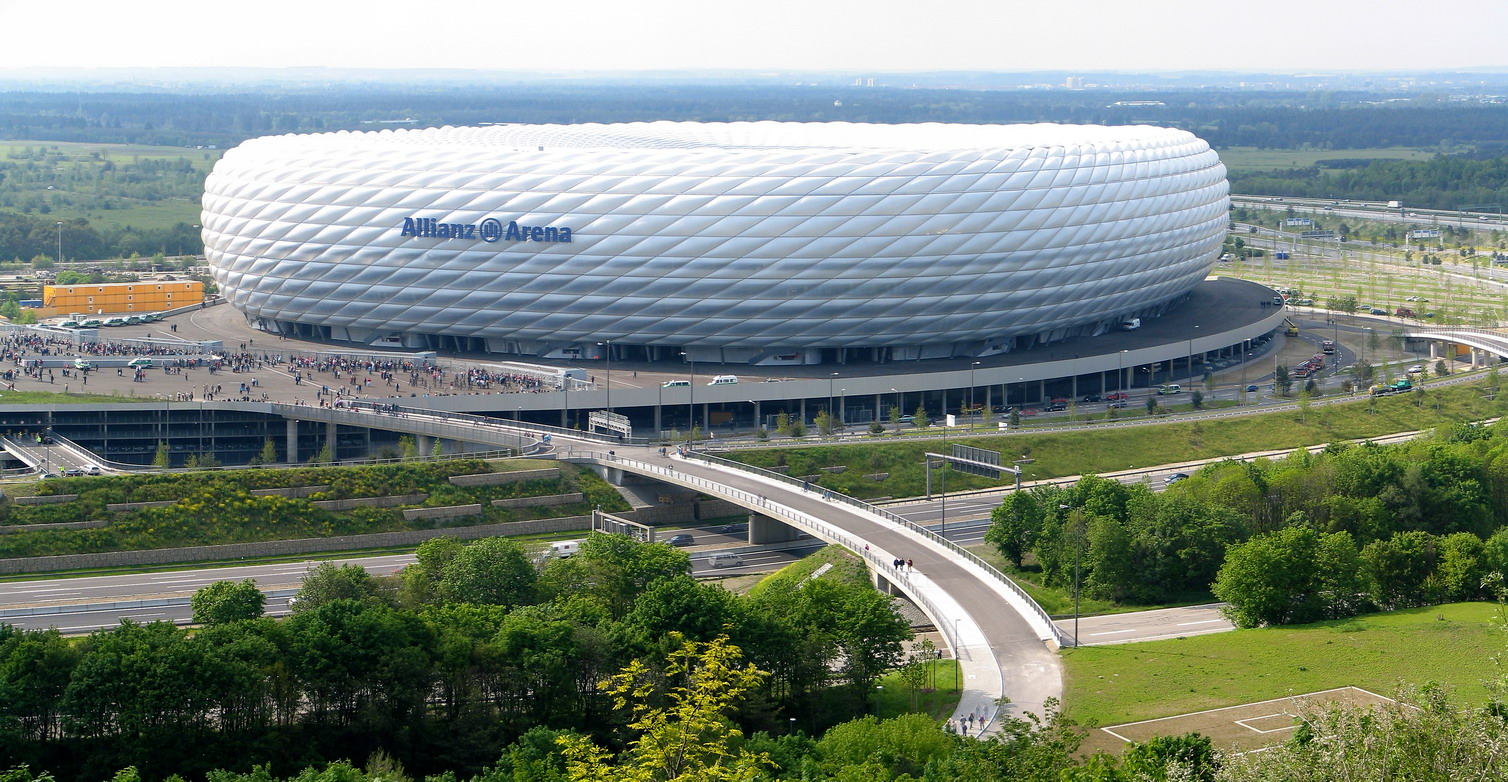
Allianz Arena in München

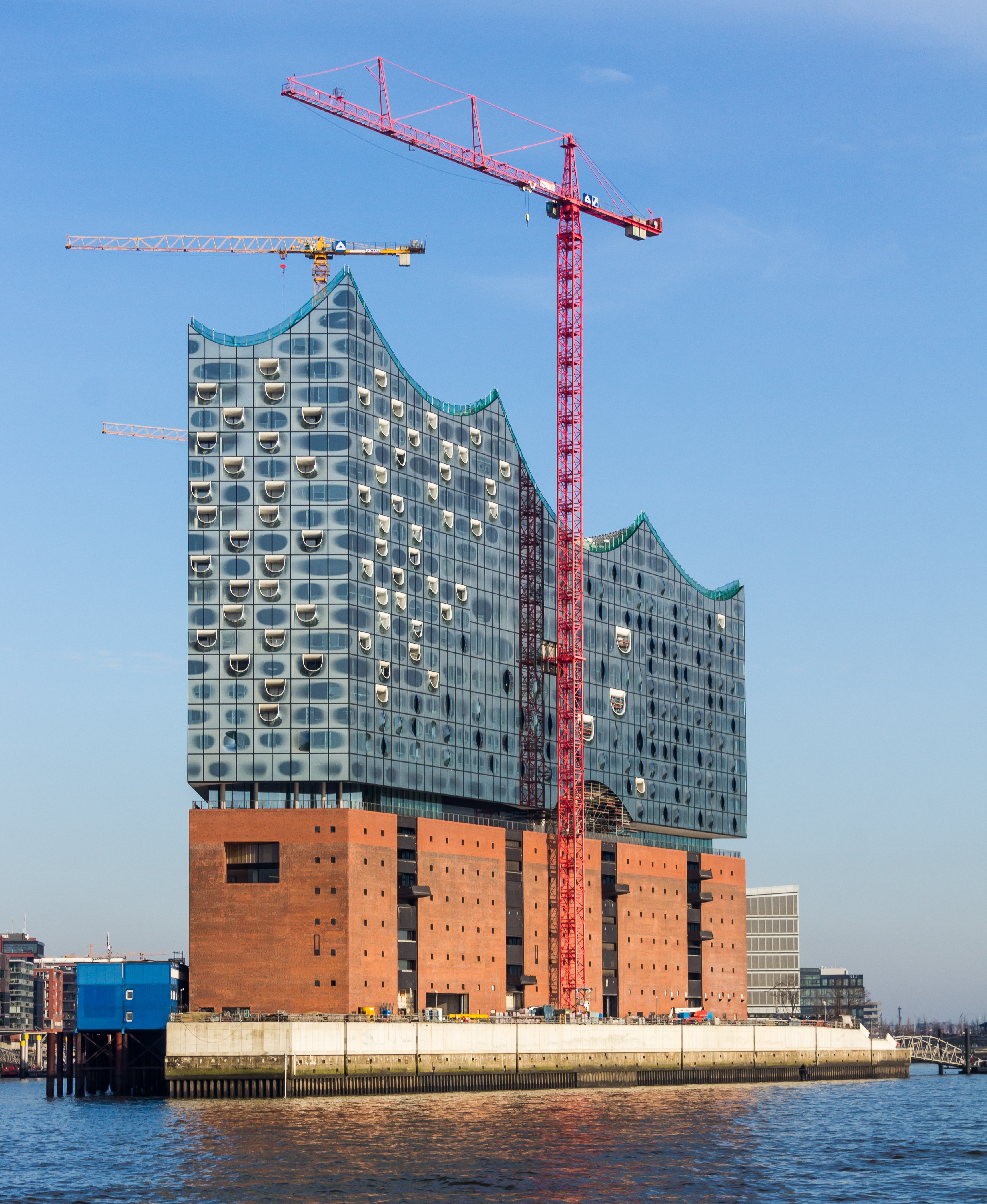
Elbphilharmonie, HafenCity in Hamburg (2007-2016)

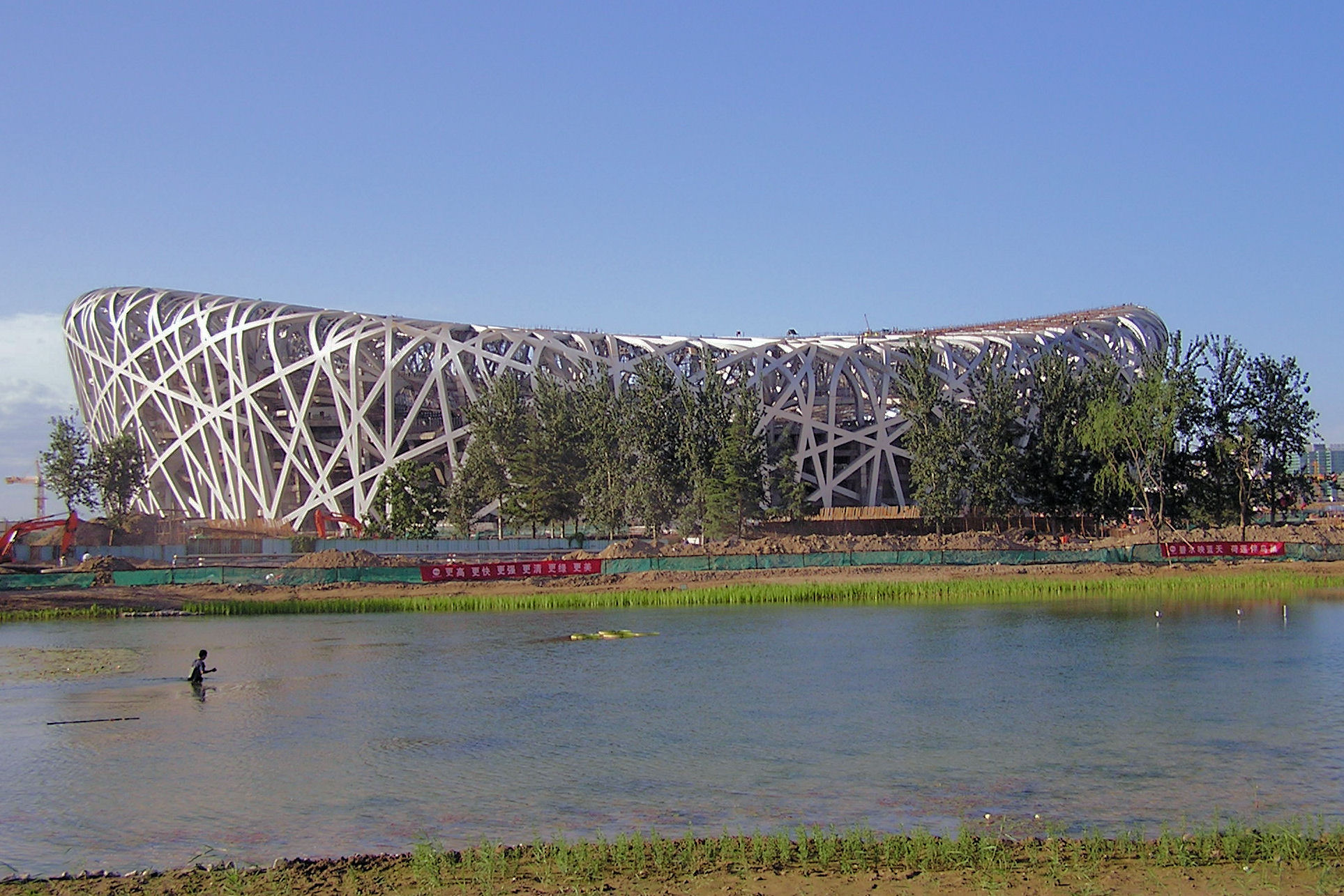
Het Nationaal Stadion van Peking voor de Olympische Spelen in 2008

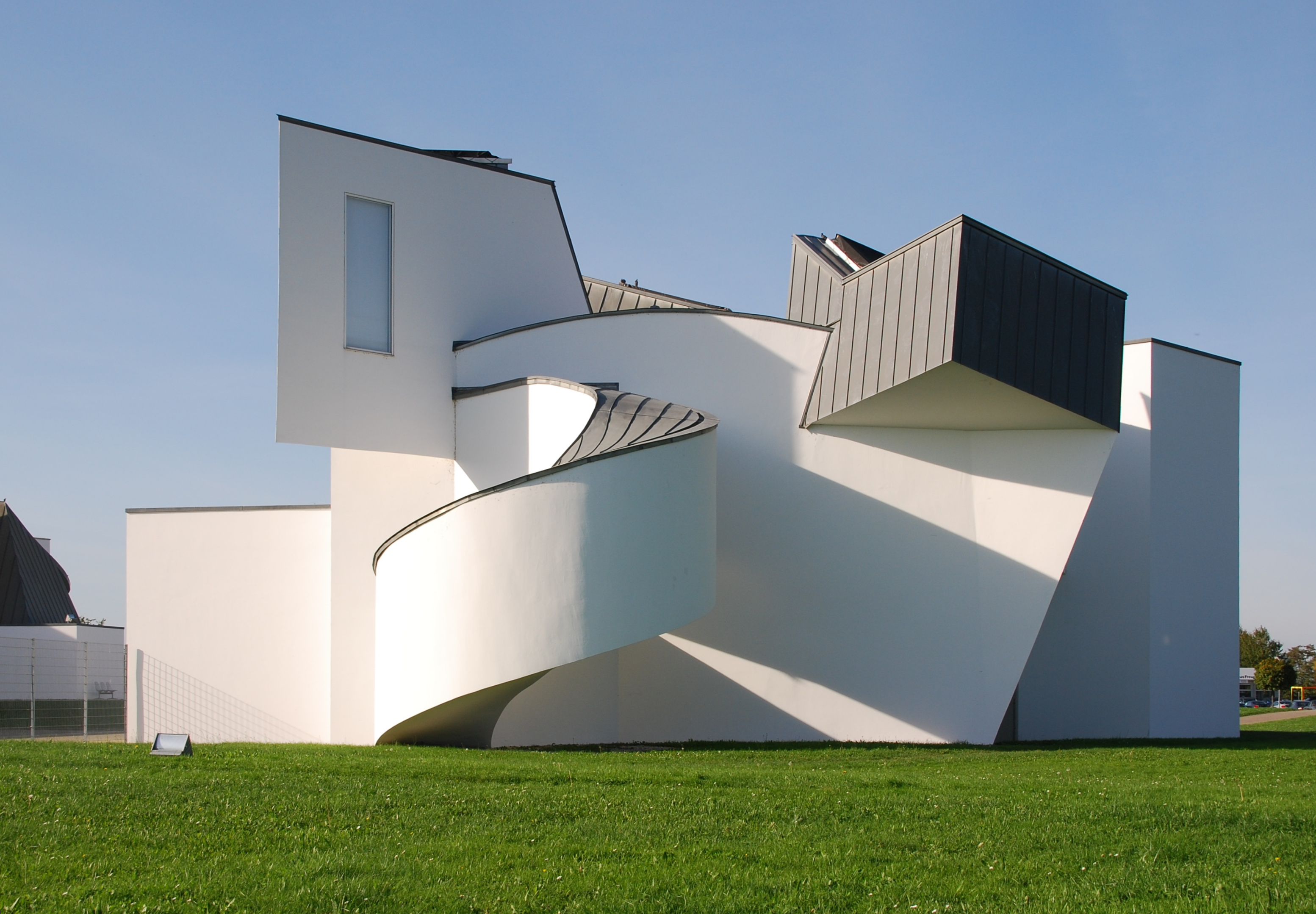
Vitra Design Museum

Herzog & de Meuron Architekten is een Zwitsers architectenbureau.

## Geschiedenis
Herzog & de Meuron werd opgericht in 1978 te Bazel, Zwitserland, door Jacques Herzog (geboren op 19 april 1950 in Bazel) en Pierre de Meuron (geboren op 8 mei 1950 in Bazel).

## Projecten (selectie)
- Museum Küppersmühle für Moderne Kunst in Duisburg (1997-1999 en 2009-2011 en 2016-2018)
- Nationaal Stadion van Peking in Peking (2008)
- 40 Bond Street condominiums in New York (oplevering 2007)
- Allianz Arena in München (2005)
- M.H. de Young Memorial Museum in San Francisco (2005)
- Forum Gebouw in Barcelona (2004)
- St. Jakob-Park in Bazel (2001)
- Tate Modern in Londen (2000)
- Dominus-wijngaard in Californië (1999)
- Huisvesting van de Collectie Goetz in München (1992)
- VitraHaus, Weil am Rhein (2007-2009)
- Uitbreiding van het Musée Unterlinden, Colmar (2015)
- Roche-Turm, Bazel (2015)
- Tate Modern 2 in Londen (2016)
- Elbphilharmonie in Hamburg (2016)
- Museum M+ in Hongkong (oplevering 2016)

## Prijzen
- Rolf Schock-prijs, 1999
- Pritzker Prize, 2001
- L'Equerre d'argent, 2001
- Stirling Prize, 2003, voor het Laban Dance Centre
- RIBA Royal Gold Medal, 2007
- Praemium Imperiale, 2007
- Lubetkinprijs, 2009, voor het Nationaal Stadion van Peking